# Sebbenhausen
Sebbenhausen ist ein Ortsteil der Gemeinde Balge im Landkreis Nienburg/Weser in Niedersachsen. Der Ort liegt westlich der Weser an der Landesstraße L 351. Am östlichen Ortsrand mündet der Blenhorster Bach in den Schleusenkanal. Dieser wiederum mündet nach 200 Metern in die Weser.

## Bauwerke
Siehe auch Liste der Baudenkmale in Balge
- Hofanlage Sebbenhausener Straße 63, 67, 69 aus dem 19. Jahrhundert